# Пригоди маленького Мука
«Пригоди маленького Мука» — радянська дитяча музична кінокомедія Єлизавети Кімягарової, екранізація за мотивами казки Вільгельма Гауфа «Маленький Мук». Стрічку знято в 1983 року, а прем'єра відбулася 16 червня 1984 року.

## Сюжет
Це було так давно. На вимогу сварливої молодої дружини батько відправляє Мука шукати кращої долі. Так, осиротіла дитина змушена шукати щастя в чужих країнах. Маленький Мук мало не потрапляє до в'язниці, але вірний друг викуповує його, потім хлопчик служить у старого чарівника Сулеймана. Але все змінюється, коли він стає володарем чарівного посоха і туфель-скороходів. Під час своїх мандрів маленький Мук потрапляє до палацу Султана, де намагається допомогти нареченій свого друга. Але злі заздрісники не дрімають…

## У ролях
- Бахтійор Фідоєв — Маленький Мук
- Джанік Файзієв — принц Гасан
- Лариса Бєлогурова — Аміна
- Олександр Парра — король
- Тахір Сабіров — суддя (озвучивання: Сергій Малишевський; вокал: Гаррі Бардін)
- Бімболат Ватаєв — чарівник Сулейман (вокал: Альберт Асадуллін)
- Анвар Тураєв — батько Мука
- Рано Кубаєва — мачуха Мука
- Махмуд Есамбаєв — казначей (озвучування: Сергій Малишевський; вокал: Геннадій Трофімов)
- Євген Герчаков — головний скороход (вокал: Альберт Асадуллін)
- Курбан Холов — конокрад
- Фархот Абдуллаєв — головний міністр
- Юнус Юсупов — тюремник (вокал: Олег Анофрієв)
- Імомберди Мінгбаєв — Фархад, найповільніший серед королівських скороходів
- Абдусалом Рахімов — слуга короля
- Марат Хасанов — кухар
- Аслан Рахматуллаєв — перший лікар
- Хашим Рахимов — другий лікар
- Назокат Холова — епізод
- Р. Юсупі — епізод
- М. Ходжаєв — епізод
- Є. Оффенгенден — епізод
- З. Самадов — епізод
- Рустам Холмуродов — епізод
- Денис Зайцев — епізод
- Р. Муродов — епізод
- О. Григорян — епізод
- Б. Назірматов — негриня
- Абдулло Джураєв — помічник судді
- Хуррам Касімов — охоронник скороходів
- А. Рахмуллоєв — епізод
- А. Рузієв — епізод
- С. Саїдахмедов — епізод
- Т. Саїдов — епізод
- Сергій Таюшев і Тетяна Рузавіна — виконавці пісні «Дорога добра»

## Знімальна група
- Режисер-постановник: Єлизавета Кімягарова
- Режисер: М. Шегер
- Сценарий: Юлій Дунський, Валерій Фрід, Вільгельм Гауф
- Оператори-постановники: Георгій Дзалаєв, Ростислав Пірумов
- Композитор: Марк Мінков
- Вірші: Юрій Ентін
- Грим: Н. Набока
- Коліроналаштовувач: Тетяна Фалько
- Майстер з освітлення: Р. Кнодель
- Майстер піротехнік: Микола Виприцький
- Асистенти режисера: М. Ахмедова, Г. Казнова, З. Норов
- Асистенти оператора: Микола Норов, В. Гуров
- Асистенти художника: М. Якуніна, А. Пушкарьова
- Адміністративна група: Георгій Абрамов, Анвар Тураєв
- Балетмейстер: Сталіна Азаматова
- Художник по костюмам: Римма Зудерман
- Художник-постановник: Леонід Шпонько
- Звукооператор: Георгій Іващенко
- Монтажер: Олена Мотильова
- Комбіновані зйомки:
  - Оператор: Ф. Саліхов
  - Художник: В. Глазков
- Редактор сценарію: Юрій Каплунов
- Директори картини: Файзддиін Джураєв, Жанна Худойбердієва